# Pierre-Adrien de La Chapelle
Pour les articles homonymes, voir La Chapelle.
Pierre-Adrien de la Chapelle, né à Cherbourg le 22 juin 1780 où il est mort le 20 avril 1854 est un botaniste français.

## Biographie
À partir de 1829, il est membre de la Société nationale académique de Cherbourg. C'est sous sa direction qu'a été fondée, en 1845, la Société d'horticulture de Cherbourg. De 1829 jusqu'à ses dernières années il a publié divers ouvrages sur la botanique, qui ont été insérés dans les mémoires de la Société académique ; quelques-uns ont été tirés à part, tous traitaient de la flore de l'arrondissement.